# Eutelsat 117 West A
Eutelsat 117 West A, anteriormente Satmex 8, es un satélite de comunicaciones geoestacionario operado por Eutelsat. Previamente operado por Satmex, fue lanzado por un cohete Proton-M / Briz-M el 26 de marzo de 2013 para reemplazar a Satmex 5, y se utiliza para proporcionar servicios de comunicación a América del Norte, Central y del Sur, con banda ancha, transmisión de voz y datos, y servicios de transmisión de video. El satélite fue transferido de Satmex a Eutelsat cuando las compañías se fusionaron en 2014, siendo renombrado como parte de la flota de Eutelsat en mayo de 2014. 

## Presupuesto
El satélite es el modelo SSL 1300E y lleva 24 transpondedores en la banda C que operan con 36 MHz y 40 transpondedores en la banda Ku que operan con 36 MHz.